# Pani Miniver
Pani Miniver (ang. Mrs. Miniver, 1942) – amerykański melodramat wojenny w reżyserii Williama Wylera. Film opowiada o II wojnie światowej z punktu widzenia angielskich rodzin. Główną bohaterką jest tytułowa Pani Miniver którą gra Greer Garson. Adaptacja książki autorstwa Jany Struther. Film wysoko oceniony przez krytyków, m.in. obraz nagrodzony Oscarem dla Najlepszego Filmu Roku. Był też sukcesem kasowym.
O znaczeniu filmu w ciężkim dla ludzkości okresie, świadczy wypowiedź W. Churchilla, że film jest warty flotylli niszczycieli. Na rynku amerykańskim film pokazał realia wojny, o której ówczesna opinia publiczna miała niewiele informacji i skłaniała się do izolacjonizmu.
W 2009 roku został wprowadzony do Narodowego Rejestru Filmowego Stanów Zjednoczonych jako film „znaczący kulturowo, historycznie bądź estetycznie”.

## Obsada
- Greer Garson – Pani Miniver, piękna żona miejscowego architekta
- Walter Pidgeon – Clem Miniver, architekt
- Teresa Wright – Carol Beldon, wnuczka Lady Beldon, później młoda pani Miniver
- Dama May Whitty – Lady Beldon, miejscowa arystokratka
- Reginald Owen – Foley
- Henry Travers – Pan Ballard, kolejarz, hodowca róż
- Richard Ney – Vin Miniver, najstarsze dziecko państwa Miniver, student uniwersytetu w Oxfordzie
- Henry Wilcoxon – Vicar
- Christopher Severn – Toby Miniver, najmłodszy syn państwa Miniver
- Brenda Forbes – Pokojówka Gladys
- Clare Sandars – Judy Miniver, córka państwa Miniver
- Marie De Becker – Ada, kucharka państwa Miniver
- Helmut Dantine – Niemiecki lotnik
- John Abbott – Fred
- Connie Leon – Simpson
- Rhys Williams – Horace

## Fabuła
Połowa sierpnia 1939 roku. Pani Kay Miniver nie może się oprzeć pokusie i kupuje modny kapelusz. Wracając pociągiem do miejscowości Belham (fikcyjna miejscowość pod Londynem), wyrzuca sobie brak oszczędności. Na dworcu w Belham znajomy kolejarz prosi ją o zgodę na nazwanie właśnie wyhodowanej odmiany róży imieniem: „Pani Miniver”. Kay zgadza się. W domu okazuje się, że jej mąż uległ swojej pokusie i zakupił nowy samochód. Z Oxfordu przyjeżdża ich syn Vin. Jednocześnie przychodzi do nich wnuczka miejscowej arystokratki, Carol Beldon, z nietypową prośbą. Prosi panią Miniver o wpłynięcie na pana Ballarda, aby nie zgłaszał swojej róży do dorocznego konkursu. Obawia się bowiem, że ta róża może wygrać z różą jej babki. Prowadzi do sprzeczki Carol z idealistycznie nastawionym Vinem. Nie przeszkadza to wzajemnej fascynacji, która szybko przeradza się w uczucie. Wybucha wojna. Vin służy jako pilot RAF w bliskim lotnisku. W maju 1940 roku, Clem wypływa swoją motorówką aby pomóc w ewakuacji żołnierzy z Dunkierki. W tym czasie do domu dostaje się zestrzelony, agresywny niemiecki pilot i terroryzuje Kay. Jego wypowiedzi pokazują nienawiść i żądzę zabijania. Kay jednak udaje się jego zwieść i zawiadomić policję. Po pewnym czasie odwiedza dom Lady Beldon i prosi Kay o przekonanie Vina, aby odłożył ślub z Carol z uwagi na jej młody wiek i krótki czas znajomości. W tamtych czasach narzeczeństwo trwało dłużej. Kay jest jednak dobrze przygotowana do tej rozmowy. Zdaje sobie sprawę z tego, że dla młodych może to być ostatnia okazja na szczęście. Okazuje się, że małżeństwo Lady Belton też zawarte było w podobnych okolicznościach. Lady Belton ustępuje i młodzi wyjeżdżają na miesiąc miodowy do Szkocji. Od ślubu, Carol jest młodą panią Miniver. Następuje okres nalotów na Wielką Brytanię. Dom Kay zostaje silnie uszkodzony, ale rodzina nie załamuje się. Nadchodzi konkurs kwiatów. Sędziowie przyznają róży Lady Beldon pierwszą nagrodę, ale Lady Beldon, która ma ogłosić decyzję sędziów, ogłasza wygraną róży Pani Miniver. Zaraz po konkursie następuje nowy nalot niemiecki. Kay i Carol odwożą Vina do jego jednostki. Podczas powrotu samochód zostaje ostrzelany przez samolot. Carol zostaje ciężko ranna i umiera. Podczas mszy za poległych okazuje się, że poległ także Ballard – zdobywca nagrody i kilku innych cywilnych mieszkańców. Pastor wygłasza kazanie, podkreślając rolę zwykłych ludzi w tej wojnie i podtrzymując ich na duchu.

## Nagrody Akademii Filmowej
| Status    | Nagroda                           | Zwycięzca/Nominowany                                                      |
| --------- | --------------------------------- | ------------------------------------------------------------------------- |
| NAGRODA   | Najlepszy Film                    | Sidney Franklin (Producent)                                               |
| NAGRODA   | Najlepsza Aktorka pierwszoplanowa | Greer Garson (Pani Miniver)                                               |
| NAGRODA   | Najlepsza Aktorka drugoplanowa    | Teresa Wright (Carol Beldon)                                              |
| NAGRODA   | Najlepsze Zdjęcia czarno-białe    | Joseph Ruttenberg (Operator)                                              |
| NAGRODA   | Najlepszy reżyser                 | William Wyler (Reżyser)                                                   |
| NAGRODA   | Najlepszy scenariusz adaptowany   | George Froeschel James Hilton Claudine West Arthur Wimperis (Scenarzyści) |
| NOMINACJA | Najlepszy aktor Pierwszoplanowy   | Walter Pidgeon (Clem Miniver)                                             |
| NOMINACJA | Najlepszy aktor Drugoplanowy      | Henry Travers (Pan Ballard)                                               |
| NOMINACJA | Najlepsza aktorka Drugoplanowa    | May Whitty (Lady Beldon)                                                  |
| NOMINACJA | Najlepszy montaż                  | Harold F. Kress (Montażysta)                                              |
| NOMINACJA | Najlepszy dźwięk                  | Douglas Shearer (Dźwiękowiec)                                             |
| NOMINACJA | Najlepsze efekty specjalne        | Douglas Shearer (Dźwięk) A. Arnold Gillespie Warren Newcombe (Zdjęcia)    |